# Epitheton ornans
Az epitheton ornans görög-latin eredetű kifejezés, jelentése: „díszítő jelző”, állandósult jelző, állandó jelző, eposzi jelző: sorozatosan visszatérő, a főbb szereplők, természeti jelenségek, visszatérő kifejezések említésekor használt stíluseszköz.
Elsősorban (a részben szájhagyomány útján őrzött) antik eposzok egyik jellegzetessége (például Homérosznál: földrázó Poszeidón, leleményes Odüsszeusz, szárnyas szavak), de ezek mintájára később is éltek vele (például Vörösmartynál: fejedelmi Zalán, kacagányos Ete), és előfordul a népköltészetben és a köznyelvben is (például: kék ég, dicsőséges tavaszi hadjárat).
Az alkotó az epitheton ornans eszközével a bemutatott személy vagy jelenség legfeltűnőbb, leglényegesebbnek ítélt tulajdonságát emeli ki; a jelző kiegészíti vagy rátapadt azonosítóként helyettesíti a nevet. A jellemző tulajdonság említése az adott szövegkörnyezettől független lehet, feleslegesnek látszó.
Szerepe tartalmi és formai: egyrészt a fizikai vagy szellemi adottságok hangsúlyozásával a szerző igazolja a cselekvő ember tetteit, a hallgatóság számára pedig megkönnyíti a hatalmas embertömegben és az istenek világában való eligazodást. Formai szerepe: visszatérő fordulataival fenntartja a szóbeli előadás ritmusát. A jelzők stílushatása abból adódik, hogy ráirányítják a figyelmet egy bizonyos – az író által fontosnak tartott – jellemvonásra. Ezt csak növeli a gyakori képszerűség és az esetleges zenei elem.

## Néhány példa az irodalomból
- „Majd, mikor elkészült mindezzel a nagynevü Sánta, fogta, s a bajnok Akhilleusz anyja elé odatette.” (Homérosz: Iliasz)
- „Sóhajtozva ekép vártuk be az isteni Hajnalt | és hogy a rózsásujjú Hajnal kélt ki a ködből, akkor a hímek mind kiszaladtak a jó legelőre…” (Homérosz: Odüsszeia)
- „istenfélő Aeneas” (latinul: pius Aeneas) (Vergilius: Aeneis)
- „Angyali légio szép fényes szárnyával / Fekete seregre üte bátorsággal…” (Zrínyi Miklós: Szigeti veszedelem)